# 黎安乡
黎安乡，是中华人民共和国四川省凉山彝族自治州普格县下辖的一个乡镇级行政单位。2021年1月12日，撤销文坪乡，将其所属行政区域划归黎安乡管辖；黎安乡沙里村5至6组所属行政区域划归普基镇管辖。

## 行政区划
黎安乡下辖以下地区：
李子坪村、干河沟村、马龙塘村和沙里村。